# チェサピーク・ベイ・レトリーバー
チェサピーク・ベイ・レトリーバー（英語：Chesapeake Bay Retriever）は、全身の巻き毛が特徴的なアメリカ合衆国原産の犬種。回収犬（レトリーバー）と呼ばれる銃猟犬（ガンドッグ）の一種である。
被毛の色はブラウン、セッジ（明るい黄土色）、デッドグラス（枯草色）などの茶系。巻き毛である点を除けば、チョコレートや暗めのイエローの被毛のラブラドール・レトリーバーに非常によく似ている。
名前のとおりチェサピーク湾岸沿いで、悪天候や高水位といった状況下で狩りをし、氷を割って何度も回収に往復できるような犬種をめざして交配が進められた。回収の後も、獲物が市場に出荷されるときに、船や荷台の上に座って盗まれないよう監視する役目を果たしてきた。つまり、飼い主や土地に対して非常に保護意識の強い犬種である。

## 歴史
犬種の来歴については不明な点が多いが、2つの有力な説がある。
第1の説は、1801年にイギリスの帆船がアメリカ東海岸沖で難破したとき、救護の礼として置いていったニューファンドランド犬の子犬たちと運搬用に飼育されていた雑種犬たちを交配して作出されたとするもの。
第2の説は、1807年にニューファンドランドからやって来た船がアメリカ東海岸のチェサピーク湾で難破したときに、救護の礼として船長が置いていったニューファンドランド犬と地元のハウンド犬とを交配して作出されたとするもの。
いずれの説も、アメリカ東海岸で難破した船がニューファンドランドから連れて来た犬を基礎としているという点では一致している。この犬は、現在ある超大型犬種ニューファンドランドの祖先とされる犬ではなく、ラブラドール・レトリーバーの祖先と同じ「小さいほうの（lesser）」大型犬であったと推測される。
その後、さらにカーリーコーテッド・レトリーバーやフラットコーテッド・レトリーバーなどとの交配が行なわれ、1885年頃現在の形に固定された。アメリカケネルクラブ（AKC）への初登録は1878年。
ジャパンケネルクラブ（JKC）への登録数は2桁で推移しており、日本ではまだ珍しい犬種である。1992年、日本初の介助犬となったブルースは、アメリカで訓練を受けたチェサピーク・ベイ・レトリーバーであった。